# Propebela harpularia
Propebela harpularia är en snäckart som först beskrevs av Couthouy 1838.  Propebela harpularia ingår i släktet Propebela och familjen kägelsnäckor. Inga underarter finns listade i Catalogue of Life.